# Progressivisme
Progressivisme er en politisk og filosofisk bevægelse, der opstod i slutningen af det 19. og begyndelsen af det 20. århundrede som svar på sociale, økonomiske og politiske udfordringer i industrialiserede samfund. Bevægelsen fokuserede primært på at fremme sociale reformer, politiske ændringer og økonomisk retfærdighed for at forbedre livskvaliteten for brede samfundsgrupper.
Nogle af hovedtrækkene i progressivisme inkluderer social retfærdighed, politisk reform, miljøbeskyttelse, uddannelse og sundhed. Progressivisme fremmer investeringer i uddannelse og sundhedsvæsen som midler til at forbedre livskvaliteten og fremme social mobilitet. Tilhængere af progressivisme kaldes også gerne progressive. Nogle af hovedtrækkene i progressivisme inkluderer social retfærdighed, politisk reform, miljøbeskyttelse, uddannelse og sundhed. Progressivisme fremmer investeringer i uddannelse og sundhedsvæsen som midler til at forbedre livskvaliteten og fremme social mobilitet.

## I Danmark
I Danmark er progressivisme en politisk og ideologisk bevægelse, der deler mange træk med den bredere internationale progressivisme, men som også afspejler de særlige politiske og sociale forhold i Danmark.
Den danske progressivisme omfatter typisk støtte til sociale reformer, politiske ændringer og økonomisk retfærdighed med det formål at forbedre livskvaliteten for alle borgere. Dette inkluderer ofte politikker, der støtter velfærdsstaten, lighed, miljøbeskyttelse, uddannelse og sundhedsvæsen.
Progressive ideer og værdier kan findes i flere danske politiske partier, selvom graden af progressivisme kan variere fra parti til parti. Det drejer sig om Socialdemokratiet, Enhedslisten, Radikale Venstre, SF og Alternativet.

## Progressiv pædagogik
Pædagogiske teorier som tager udgangspunkt i barnets aldersbestemte udvikling og vilje til at lære. Pragmatisten John Dewey fik stor betydning for den progressionistiske pædagogik i kraft af slagordet 'learning by doing'. At lære er ikke at tilegne sig allerede eksisterende viden, men gennem erfaringsbearbejdningen at udvikle viden.

## Kritik
Kritikken af progressivismen kan variere afhængigt af den kontekst, hvor den udtrykkes, og de specifikke politiske eller sociale spørgsmål, der er involveret. Nogle af de typiske kritikpunkter mod progressivismen inkluderer:
Kritikere hævder ofte, at progressivisme kan føre til overregulering og overdreven statslig indgriben i økonomien og samfundet generelt. Dette kan hæmme vækst og innovation og begrænse individuel frihed og valgfrihed.
Nogle ser progressivismens fokus på politiske reformer og øget offentlig indgriben som en trussel mod individuelle frihedsrettigheder og føderale eller lokale myndigheders suverænitet. Kritikere hævder også, at progressivisme ofte fører til en omfordeling af velstand gennem skatter og velfærdsprogrammer, hvilket kan skabe økonomiske incitamenter, der hæmmer vækst og innovation.
Nogle kritiserer progressivismen for dens fokus på identitetspolitik og identitetsbaserede spørgsmål som race, køn og seksuel orientering, idet de hævder, at dette kan bidrage til polarisering og opsplitning i samfundet i stedet for at fremme enhed og fællesskab.